# Grießau (Gemeinde Häselgehr)
Grießau (Lechtalerisch auch „Griaßau“ genannt) ist eine Ortschaft der Gemeinde Häselgehr im Lechtal im Bezirk Reutte in Tirol (Österreich) mit 143 Einwohnern (Stand 1. Jänner 2024).

## Geografische Lage
Die Rotte liegt am Fuß der Lechtaler Alpen auf 1021 m Seehöhe auf dem Schwemmkegel des Grießbaches, der nördlich des Ortes in den Lech mündet. Grießau erstreckt sich als langgezogene Siedlung entlang des Grießbachs (Untergrießau ⊙) und südwestlich davon am Hangfuß entlang der Straße nach Elbigenalp (Obergrießau ⊙).

## Kultur und Sehenswürdigkeiten

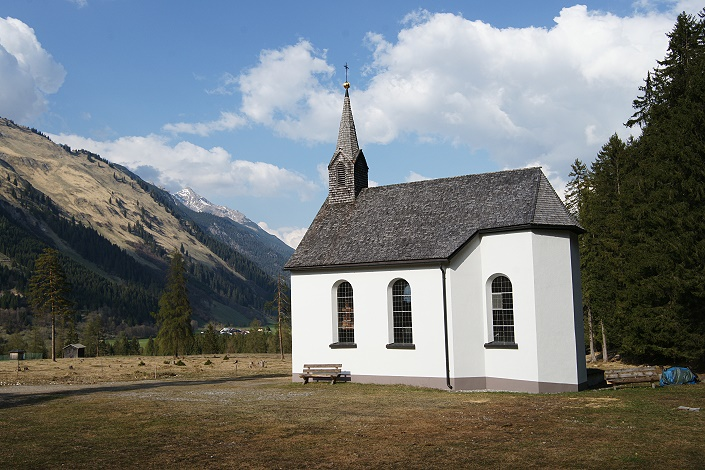
Pestkapelle Grießau

- Außerhalb von Grießau befindet sich die Pestkapelle Grießau,[2] eine gut erhaltene, barocke Kirche aus dem 17. Jahrhundert.